# ديفيد أوليفر واتكينز
ديفيد أوليفر واتكينز هو سياسي أسترالي، ولد في 10 يونيو 1896 في Wallsend, New South Wales ‏ في أستراليا، وتوفي في 17 ديسمبر 1971. نشط حزبياً في حزب العمال الأسترالي. وقد انتخب عضو مجلس النواب الأسترالي ‏ عن دائرة Division of Newcastle ‏ (1 يونيو 1935 – 14 أكتوبر 1958).